# Luigi Ernesto Palletti
Luigi Ernesto Palletti (ur. 29 października 1956 w Genui) – włoski duchowny katolicki, biskup La Spezii-Sarzany-Brugnato od 2012.

## Życiorys

### Prezbiterat
Święcenia kapłańskie otrzymał 29 czerwca 1983 z rąk kard. Giuseppe Siriego i został inkardynowany do archidiecezji Genui. Przez kilkanaście lat pracował jako wikariusz parafialny, zaś w 1995 rozpoczął pracę w niższym seminarium genueńskim. W 1996 został kanclerzem kurii, zaś w 2001 objął funkcję ojca duchownego wyższego seminarium.

### Episkopat
18 grudnia 2004 papież Jan Paweł II mianował go biskupem pomocniczym archidiecezji Genui, ze stolicą tytularną Fundi. Sakry biskupiej udzielił mu 16 stycznia 2005 ówczesny arcybiskup Genui - kard. Tarcisio Bertone.
20 października 2012 Benedykt XVI mianował go biskupem ordynariuszem diecezji La Spezii-Sarzany-Brugnato. Ingres odbył się 2 grudnia 2012.